# Corralejo de Abajo
Corralejo de Abajo är en ort i Mexiko.   Den ligger i kommunen San Miguel de Allende och delstaten Guanajuato, i den centrala delen av landet, 250 km nordväst om huvudstaden Mexico City. Corralejo de Abajo ligger 1 909 meter över havet och antalet invånare är 193.
Terrängen runt Corralejo de Abajo är huvudsakligen platt, men söderut är den kuperad. Corralejo de Abajo ligger nere i en dal. Runt Corralejo de Abajo är det ganska tätbefolkat, med 96 invånare per kvadratkilometer. Närmaste större samhälle är San Miguel de Allende, 18,9 km öster om Corralejo de Abajo. Trakten runt Corralejo de Abajo består i huvudsak av gräsmarker.